# مایکل هوگان (فیلم‌نامه‌نویس)
مایکل هوگان (انگلیسی: Michael Hogan؛ ۱۷ سپتامبر ۱۸۹۳ – ۱ ژانویهٔ ۱۹۷۷) یک هنرپیشه و فیلم‌نامه‌نویس اهل بریتانیا بود.

## فیلم‌شناسی

### فیلم‌نامه‌نویس
- معادن شاه سلیمان (۱۹۳۷)
- یک یانکی در آکسفورد (۱۹۳۸)
- Trouble Brewing (۱۹۳۹)
- Nurse Edith Cavell (۱۹۳۹)
- ربه‌کا (۱۹۴۰)
- South of Suez (۱۹۴۰)
- نخست‌وزیر (۱۹۴۱)
- بانویی از لوئیزیانا (۱۹۴۱)
- شب‌های عربی (۱۹۴۲)